# 李普同
李普同（1918年—1998年），本名天慶，字普同，以字行，號光前，台灣桃園縣（今桃園市）人，台灣書法家。

## 生平
李普同五歲即從伯祖連火學習《三字經》、《千字文》及《論語》。後從名儒李碩卿研習國學、詩文，奠定紮實的文學基礎。自幼即嗜好書法，並喜作榜書，時即領悟米元章「抵壁而書」的深意。曾以書信向中村春堂、黑木拜石等知名書法家請益。後肄業於延平大學經濟系。其後曾發起中國書法學會、標準草書研究會、中國標準草書學會（創會理事長）。對推動中日書法交流極有貢獻，曾獲日本文化振興會總裁、前總理大臣東久宮親王頒贈國際文化藝術獎章。
著有《日本新五體千字文》、《中國篆刻集成》、《中華書學講座》、《楷書書法千文》、《草書書法千文》、《美術欣賞叢書書法欣賞》等書，並自設「心太平室」傳授書法。
李普同曾於1937年（日昭和十二年）與友人發起成立「基隆書道會」。1958年（民國47年）正式拜標準草書創始人于右任為師，被收為入室弟子，是于門4大傳人之一。李普同在創作之外兼研歷代書論，1960年（民國49年）曾出版《草書書法千字文》。1962年成立台灣第一個書法團體「中國書法學會」，致力於國內書法教育，門生多達千人以上。1998年2月6日，獲李登輝總統明令褒揚。